# War Pony
War Pony (dt.: „Kriegspony“; Arbeitstitel: Beast) ist ein US-amerikanischer Spielfilm von Riley Keough und Gina Gammell aus dem Jahr 2022. Das Drama folgt den ineinandergreifenden Geschichten zweier Lakota-Jungen, die im Indianerreservat Pine Ridge Reservation im Bundesstaat South Dakota aufwachsen.
Der Film wurde beim Filmfestival von Cannes am 21. Mai 2022 uraufgeführt.

## Handlung
Der 23-jährige Bill und der 12-jährige Matho wachsen im Pine-Ridge-Reservat auf. Bill hat den Plan, etwas aus sich zu machen. Entschlossen verfolgt er den American Dream, egal ob er Benzin absaugt, Waren liefert oder Pudel züchtet. Währenddessen kann es Matho, Sohn eines jungen Vaters, kaum erwarten, ein Mann zu werden. Doch eine Reihe impulsiver Entscheidungen stellt sein Leben auf den Kopf. Matho muss feststellen, dass er noch nicht auf die harte Realität der Erwachsenenwelt vorbereitet ist. Sowohl Bill als auch Matho verbindet die Suche nach Zugehörigkeit. Auf ihrem Weg zum Mann müssen sie sich den Themen Identität, Familie und Verlust stellen.

## Hintergrund

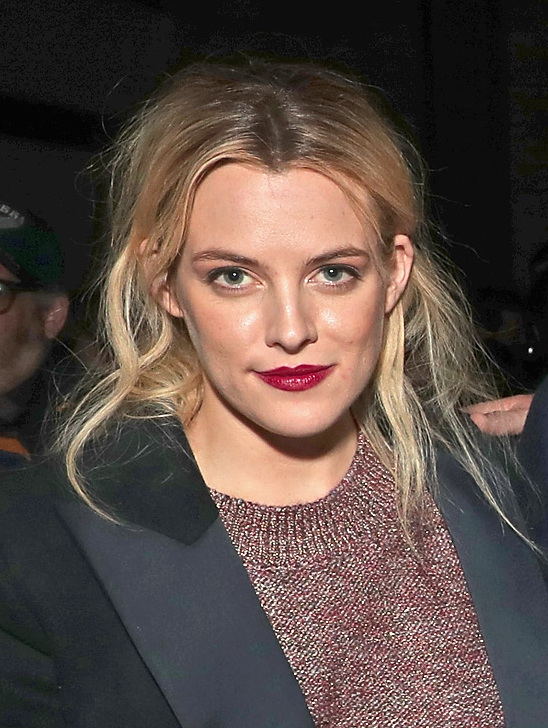
Die US-amerikanische Schauspielerin Riley Keough gibt mit War Pony ihr Debüt als Filmemacherin

War Pony ist das Spielfilmdebüt von Riley Keough und Gina Gammell. Als Filmregisseurinnen, Drehbuchautorinnen und Produzentinnen wurden sie von wahren Ereignissen inspiriert. Beide Frauen hatten viele Jahre mit Freunden aus Pine Ridge verbracht. Aus deren Leben und tatsächlich stattgefundenen Ereignissen konstruierten sie das Skript zu War Pony gemeinsam mit Bill Reddy und Franklin Sioux Bob. Der ursprüngliche Arbeitstitel des Projekts lautete Beast, wobei drei Geschichten erzählt werden sollten. Der gleichberechtigte Erzählstrang um einen älteren Mann, der einem Klan angehört, fand nicht Eingang in die finale Filmversion. Die Hauptrollen wurden mit Laiendarstellern aus der Region besetzt.

## Rezeption und Veröffentlichung
Noch vor Fertigstellung wurde War Pony vom amerikanischen Branchendienst IndieWire als möglicher Beitrag für das Sundance Film Festival 2022 gehandelt, das aber aufgrund der COVID-19-Pandemie komplett digital veranstaltet wurde. Mitte April 2022 wurde bekannt, dass der Film in die Sektion Un Certain Regard des 75. Filmfestivals von Cannes aufgenommen wurde. Dort erfolgte die Premiere am 21. Mai. Kritiker von IndieWire zählten War Pony zu den 18 am meisten erwarteten Cannes-Beiträgen.
Für die internationalen Verwertungsrechte zeichnet Protagonist Pictures verantwortlich, während CAA Media Finance die Verkäufe in Nordamerika organisiert.

## Auszeichnungen
Im Rahmen seiner Premiere auf dem Filmfestival von Cannes in der Sektion Un Certain Regard war War Pony für den Prix Un Certain Regard nominiert und gewann die Caméra d’Or. Der Pudel Brit wurde in Cannes mit dem Palm Dog Award ausgezeichnet.